# Bataille de Dinwiddie Court House
Pour les articles homonymes, voir Dinwiddie.
Guerre de Sécession
Batailles
Campagne d'Appomattox
- Lewis's Farm
- White Oak Road
- Dinwiddie Court House
- Five Forks
- 3e Petersburg
- Richmond
- Sutherland's Station
- Namozine Church
- Amelia Springs
- Rice's Station
- Sailor's Creek
- High Bridge
- Cumberland Church
- Appomattox Station
- Appomattox Court House
- Reddition de Lee

La bataille de Dinwiddie Court House est un engagement mineur dans la campagne d'Appomattox à la fin guerre de Sécession. Elle a lieu 31 mars 1865, et sert de prélude à la bataille décisive de Five Forks.

## Contexte
Le 29 mars 1865, le major-général Sheridan entreprend une marche pour tenter de contourner par le flanc les lignes de défenses confédérées de Petersburg. Il a sous ses ordres son Corps de cavalerie et les IIe et Ve Corps de l'Armée du Potomac, ce qui représente une force de 45 247 hommes. La pluie rend les routes régulièrement boueuses, ce qui ralentit sa marche.

## Bataille

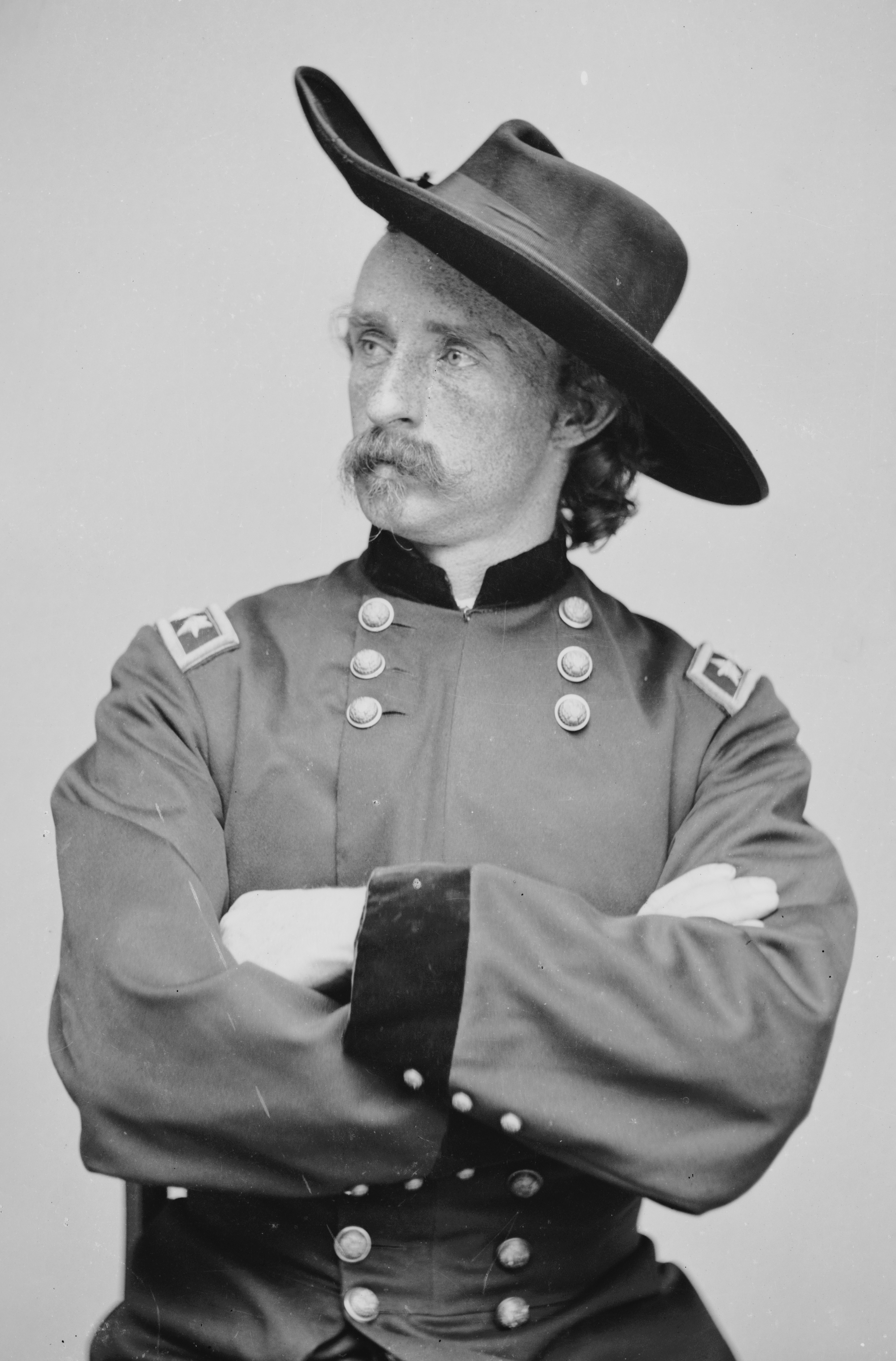
Portrait du général de division George A. Custer, officier de l'armée fédérale.

Le 31 mars, la cavalerie du major-général Rooney Lee et la division d'infanterie du major-général George Pickett, soit 20 030 hommes, se portent à la rencontre de l'avant-garde de l'Union au nord et au nord-ouest du Palais de justice de Dinwiddie. Elle parvient à la repousser, provoquant l'effondrement des lignes de l'Union dorénavant concentrées à l'intérieur d'un périmètre centré sur le village de Dinwiddie. Sheridan est contraint à un mouvement de décrochage temporaire. 
Mais voyant l'infanterie de l'Union approcher par l'est, Pickett choisit de se retirer avant l'aube, et prend la direction du carrefour de Five Forks.

## Conséquences
Les pertes estimées pour cette bataille sont de 354 hommes pour l'Union, et 760 pour la Confédération.
Lee est mécontent de la retraite de Pickett, et il lui reproche de ne pas avoir su profiter de l'avantage qu'il avait gagné. Il ordonne à Pickett de s'arrêter au carrefour de Five Forks et de le tenir coûte que coûte, afin de protéger ses voies de sortie et les lignes de ravitaillements qui alimentent son armée bloquée au siège de Petersburg. Quelques jours plus tard, Sheridan remporte une victoire décisive sur la troupe de Pickett, provoquant ainsi la fuite de l'armée et du gouvernement de la Confédération des villes de Petersburg et Richmond.
Le Dinwiddie County Historical Society est actuellement situé à l'emplacement de la bataille de Dinwiddie Court House.